# 张辅忠
张辅忠（1889年—1957年），男，浙江良渚人，中国近代药物化学家。

## 生平
1889年（清光绪十五年）出生在浙江良渚镇。1904年初中毕业后，父亲要他辍学从商，留在家里帮助照料店务。1907年，受“科学救国”思潮影响，张辅忠只身离家，赴杭担任小学教师，以积蓄读完安定中学。1916年以半工半读毕业于浙江公立医药专科学校药科第一期，任夏超部第八团司药正。
1922年，张辅忠经老师李觐唐的介绍，赴上海五洲固本皂药厂工作，任该厂药部主任。1924年在厂内秘密参加国民党。1925年五卅惨案后，积极组织厂内职工参加上海各界罢工、罢市、罢课斗争。1927年四一二事件后，对蒋产生不满，拒绝国民党党籍登记，同年出国留学。他毕业于柏林大学，获药剂化学博士学位。期间参加导师曼尼希主持的科研项目，合作取得有机化学研究成果。1933年（一说1932年）携带在德国购买的机器设备回国，为建立五洲第二制药厂之用。
张辅忠采用新技术提炼甘油，使在制造肥皂时的副产品甘油能够得到充分利用，从而降低了生产肥皂的成本。1947年4月，五洲药房总经理项绳武病故，董事会推张辅忠继任总经理。1953年，调任华东药学院院长，并当选为江苏省人民代表、上海市人民代表和第二届全国政协委员，兼任中国药学会理事长，中国药学会上海分会理事长、南京分会理事长。1957年2月6日上午8时因肺癌在上海病逝。